# Glénat Editions
Glénat Editions SA是法国出版商，总部设在格勒诺布尔，由雅克·格莱纳（Jacques Glénat）创立。主要产品包括法国和比荷卢（曾经还包括西班牙）的漫画专辑和漫画。比荷卢的子公司Glénat Benelux N.V.位于比利时布鲁塞尔，瑞士子公司Glénat Editions (Suisse) SA的总部位于尼翁，西班牙子公司的总部位于巴塞罗那。